# Franz I. (Lothringen)

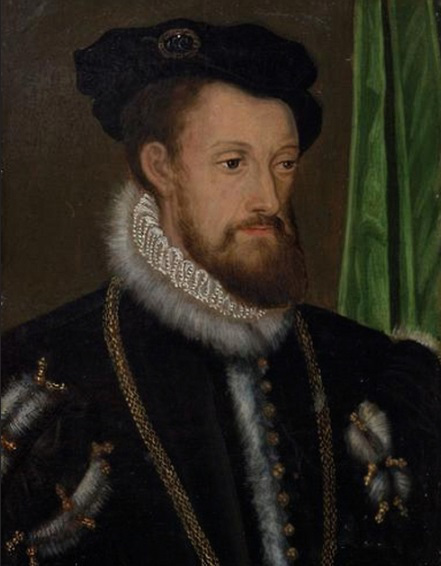
Franz I. von Lothringen

Franz I. von Lothringen (französisch François Ier, duc de Lorraine et de Bar; * 23. August 1517 in Nancy; † 12. Juni 1545 in Remiremont) war der älteste Sohn Antons II. und dessen Frau Renée de Bourbon-Montpensier (1494–1539), Tochter von Gilbert de Bourbon-Montpensier.
Franz I. wurde 1544 nach dem Tode seines Vaters Herzog von Lothringen und Herr von Mercœur, starb aber schon im folgenden Jahr. Er war seit 1541 mit Christina von Dänemark verheiratet, Tochter des Königs Christian II. Sie war die Witwe von Francesco II. Sforza, den sie 1533 geheiratet hatte.
Ursprünglich sollte Franz I.  Anna von Kleve heiraten, aber ein bereits im Kindesalter geschlossener Ehevertrag wurde nie umgesetzt. Anna wurde später die vierte Frau König Heinrichs VIII. von England.
Auf Franz I. folgte am 12. Juni 1545 sein Sohn Karl III. Da er jedoch noch nicht volljährig war, übernahm Franz’ Witwe die Regentschaft für ihn.

## Nachkommen
Mit Christina von Dänemark hatte er folgende Kinder:
- Karl III., Herzog von Lothringen (* 15. Februar 1543; † 14. Mai 1608), verheiratet mit Claudia von Valois, Prinzessin von Frankreich
- Renata (* 20. April 1544; † 22. Mai 1602), verheiratet seit 1568 mit Herzog Wilhelm V. von Bayern aus dem Haus Wittelsbach
- Dorothea (* 24. Mai 1545; † 2. Juni 1621), verheiratet seit 1575 in erster Ehe mit Herzog Erich II. von Braunschweig-Kalenberg, in zweiter Ehe seit 1597 mit Marc de Rye de la Palud, Marquis de Varabon und Graf de la Roche et Villersexel